# Elephantomyodes
Elephantomyodes is een ondergeslacht van het geslacht van insecten Elephantomyia binnen de familie steltmuggen (Limoniidae).

## Soorten
Deze lijst van 30 stuks is mogelijk niet compleet.
- E. (Elephantomyodes) affluens (Alexander, 1949)
- E. (Elephantomyodes) angusticellula (Alexander, 1936)
- E. (Elephantomyodes) argenteocincta (Walker, 1856)
- E. (Elephantomyodes) argyrophora (Alexander, 1947)
- E. (Elephantomyodes) aurantia (Brunetti, 1918)
- E. (Elephantomyodes) brachyrhyncha (Alexander, 1947)
- E. (Elephantomyodes) daedalus (Alexander, 1947)
- E. (Elephantomyodes) delectata (Walker, 1864)
- E. (Elephantomyodes) diligens (Alexander, 1947)
- E. (Elephantomyodes) egregia (de Meijere, 1913)
- E. (Elephantomyodes) fulvithorax (Alexander, 1971)
- E. (Elephantomyodes) fumicosta (Alexander, 1922)
- E. (Elephantomyodes) fuscomarginata (Enderlein, 1912)
- E. (Elephantomyodes) handschini (Alexander, 1936)
- E. (Elephantomyodes) hyalibasis (Alexander, 1947)
- E. (Elephantomyodes) infumosa (Alexander, 1935)
- E. (Elephantomyodes) mackerrasi (Alexander, 1934)
- E. (Elephantomyodes) major (Alexander, 1923)
- E. (Elephantomyodes) nana (Alexander, 1951)
- E. (Elephantomyodes) nigriceps (Edwards, 1926)
- E. (Elephantomyodes) nigriclava (Edwards, 1933)
- E. (Elephantomyodes) nigropedata (Alexander, 1956)
- E. (Elephantomyodes) percuneata (Alexander, 1973)
- E. (Elephantomyodes) ruapehuensis (Alexander, 1923)
- E. (Elephantomyodes) samarensis (Alexander, 1925)
- E. (Elephantomyodes) sophiarum (Ito, 1948)
- E. (Elephantomyodes) suffusa (Alexander, 1971)
- E. (Elephantomyodes) tasmaniensis (Alexander, 1928)
- E. (Elephantomyodes) tayloriana (Alexander, 1935)
- E. (Elephantomyodes) zealandica (Edwards, 1923)